# Jason Lamy Chappuis
Jason Lamy Chappuis [lamiʃapɥi] (* 9. September 1986 in Missoula, Montana, Vereinigte Staaten) ist ein ehemaliger französischer Nordischer Kombinierer. Er wurde 2010 Olympiasieger in Vancouver (Normalschanze), 2011 Weltmeister in Oslo (Großschanze) und gewann dreimal den Weltcup der Nordischen Kombination. Als guter Skispringer verstärkte er gelegentlich die französischen Spezialspringer im Weltcup.

## Werdegang

### Nordische Kombination
Jason Lamy Chappuis wurde in den Vereinigten Staaten von Amerika geboren. Seine Mutter ist US-Amerikanerin. Heute lebt die Familie in Bois-d’Amont, dem Heimatdorf seines Vaters im französischen Jura. Er debütierte im Februar 2004 beim Weltcup in Oslo. Sein erstes herausragendes Ergebnis im Weltcup war ein vierter Platz im Gundersen-Wettkampf im September 2005 in Kuusamo. In Sapporo gewann er im März 2006 seinen ersten Weltcupsprint. Bei den Olympischen Spielen 2006 in Turin trat Lamy Chappuis in allen drei Wettbewerben der Nordischen Kombinierer an. Im Gundersen-Wettbewerb wurde er Elfter, mit der Mannschaft Fünfter und im Sprint verpasste er eine Medaille als Vierter hinter dem Deutschen Georg Hettich nur knapp. Zuvor trat er schon 2005 bei den Nordischen Skiweltmeisterschaften in Oberstdorf an, konnte aber keinen nennenswerten Erfolg verbuchen.
In der Saison 2006/07 gewann Lamy Chappuis die Gesamtwertung im Sprint-Weltcup, im Gesamt-Weltcup belegte er den zweiten Rang. In dem in Liberec erstmals bei Nordischen Skiweltmeisterschaften ausgetragenen Massenstartwettbewerb holte er am 20. Februar 2009 die Bronzemedaille und acht Tage später ebenfalls Bronze im Gundersen-Wettbewerb von der Großschanze. Die Saison 2009/10 lief für Lamy Chappuis erfolgreich. Sie begann mit einem Sieg zum Auftakt der Saison in Kuusamo, weitere Siege folgten in Lillehammer und zweimal in Ramsau am Dachstein. Am Ende der Saison gewann er überlegen den Gesamtweltcup.
Bei den Olympischen Winterspielen 2010 in Vancouver gewann Lamy Chappuis die Goldmedaille im Gundersen Normalschanze. Bei den Nordischen Skiweltmeisterschaften 2011 in Oslo gewann er den Weltmeistertitel im Gundersen Großschanze.
Am 22. Februar 2013, bei den Weltmeisterschaften 2013 im italienischen Val di Fiemme, gewann er die Goldmedaille im Gundersen-Einzelbewerb von der Normalschanze. Nach dem Springen lag Lamy Chappuis noch auf dem 11. Rang 1 Minute 13 Sekunden hinter dem führenden Håvard Klemetsen, beim anschließenden Zehn-Kilometer-Lauf machte er Platz um Platz gut und erreichte die Ziellinie als Erster. Zwei Tage später gewann er von derselben Schanze erneut eine Goldmedaille, zum ersten Mal mit seinen Kollegen Sébastien Lacroix, François Braud und Maxime Laheurte im Mannschaftswettbewerb. Im Einzelrennen von der Großschanze errang er die Bronzemedaille. Beim abschließenden Team-Wettbewerb konnte er sich noch einmal über einen Weltmeistertitel freuen, diesen errang er mit seinem Teamkollegen Sébastien Lacroix.
Bei den Weltmeisterschaften 2015 in Falun gewann er im ersten Einzelwettbewerb von der Normalschanze die Bronzemedaille, im zweiten Einzelwettbewerb von der Großschanze belegte er den 6. Platz. Im Teamwettbewerb, in den Frankreich als Titelverteidiger startete, holte er zusammen mit Maxime Laheurte, Sébastien Lacroix und François Braud die Bronzemedaille. Nach dem Sieg im Team-Sprint mit François Braud erklärte er seinen Rücktritt vom Leistungssport zum Ende der Saison 2014/15. In der Saison 2017/18 kehrte er für ein Jahr in den Weltcup zurück.

### Skispringen
Bisher stand Jason Lamy Chappuis dreimal bei Weltcup-Teamwettbewerben in der französischen Mannschaft. Bestes Ergebnis war dabei der Finaleinzug und Platz 8 beim Skifliegen in Planica im März 2011. Bei den französischen Meisterschaften 2011 in Chaux-Neuve konnte er den Einzeltitel bei den Spezialspringern für sich entscheiden. Seine letzte internationale Wettbewerbsteilnahme bei den Spezialspringern erfolgte 2013. Nach dem Teamspringen bei den französischen Meisterschaften 2018, bei dem er seinen zwölften nationalen Meistertitel holte, beendete er endgültig seine Karriere.

## Erfolge

### Medaillen

#### Olympische Winterspiele
- 2010 Vancouver: Gold Gundersen NH

#### Weltmeisterschaften
- 2009 Liberec: Bronze Gundersen LH, Bronze Massenstart
- 2011 Oslo: Gold Einzel LH
- 2013 Val di Fiemme: Gold Einzel NH, Gold Team, Gold Teamsprint, Bronze Einzel LH
- 2015 Falun: Gold Teamsprint, Bronze Gundersen NH, Bronze Team

### Weltcup

#### Weltcupsiege im Einzel
| Nr. | Datum             | Ort           | Disziplin    |
| --- | ----------------- | ------------- | ------------ |
| 1.  | 19. März 2006     | Sapporo       | Sprint       |
| 2.  | 25. November 2006 | Kuusamo       | Gundersen    |
| 3.  | 18. März 2007     | Oslo          | Sprint       |
| 4.  | 5. Januar 2008    | Schonach      | Sprint       |
| 5.  | 27. Januar 2008   | Seefeld       | Sprint       |
| 6.  | 28. November 2009 | Kuusamo       | Gundersen    |
| 7.  | 5. Dezember 2009  | Lillehammer   | Gundersen    |
| 8.  | 18. Dezember 2009 | Ramsau        | Gundersen    |
| 9.  | 19. Dezember 2009 | Ramsau        | Gundersen    |
| 10. | 23. Januar 2010   | Schonach      | Gundersen    |
| 11. | 14. März 2010     | Oslo          | Gundersen    |
| 12. | 26. November 2010 | Kuusamo       | Gundersen    |
| 13. | 5. Dezember 2010  | Lillehammer   | Gundersen    |
| 14. | 15. Januar 2011   | Seefeld       | Gundersen    |
| 15. | 23. Januar 2011   | Chaux-Neuve   | Gundersen    |
| 18. | 11. Dezember 2011 | Ramsau        | Gundersen    |
| 17. | 17. Dezember 2011 | Seefeld       | Gundersen    |
| 18. | 18. Dezember 2011 | Seefeld       | Gundersen    |
| 19. | 3. Februar 2012   | Val di Fiemme | Penalty Race |
| 20. | 19. Februar 2012  | Klingenthal   | Gundersen    |
| 21. | 1. Dezember 2012  | Kuusamo       | Gundersen    |
| 22. | 6. Januar 2013    | Schonach      | Gundersen    |
| 23. | 16. März 2013     | Oslo          | Gundersen    |
| 24. | 7. Dezember 2013  | Lillehammer   | Gundersen    |
| 25. | 22. Dezember 2013 | Schonach      | Gundersen    |
| 26. | 21. Dezember 2014 | Ramsau        | Gundersen    |

#### Weltcupsiege im Team
| Nr. | Datum             | Ort     | Disziplin    |
| --- | ----------------- | ------- | ------------ |
| 1.  | 16. Dezember 2011 | Seefeld | Teamsprint 1 |

### Grand Prix

#### Grand-Prix-Siege im Einzel
| Nr. | Datum             | Ort           | Disziplin |
| --- | ----------------- | ------------- | --------- |
| 1.  | 2. September 2007 | Bischofshofen | Gundersen |

#### Grand-Prix-Siege im Team
| Nr. | Datum           | Ort            | Disziplin    |
| --- | --------------- | -------------- | ------------ |
| 1.  | 25. August 2012 | Oberwiesenthal | Teamsprint 2 |

## Statistik

### Platzierungen bei Olympischen Winterspielen
| Jahr und Ort       | Wettbewerb   | Wettbewerb | Wettbewerb   | Wettbewerb |
| Jahr und Ort       | Gundersen NH | Sprint     | Gundersen LH | Team       |
| ------------------ | ------------ | ---------- | ------------ | ---------- |
| 2006 Val di Fiemme | 11.          | 04.        | –            | 05.        |
| 2010 Vancouver     | 01.          | –          | 18.          | 04.        |
| 2014 Sotschi       | 35.          | –          | 07.          | 04.        |
| 2018 Pyeongchang   | 31.          | –          | 30.          | 05.        |

### Platzierungen bei Weltmeisterschaften
| Jahr und Ort       | Wettbewerb | Wettbewerb   | Wettbewerb   | Wettbewerb  | Wettbewerb | Wettbewerb | Wettbewerb |
| Jahr und Ort       | Sprint     | Gundersen NH | Gundersen LH | Massenstart | Team NH    | Team LH    | Teamsprint |
| ------------------ | ---------- | ------------ | ------------ | ----------- | ---------- | ---------- | ---------- |
| 2005 Oberstdorf    | 21.        | 33.          | –            | –           | –          | 07.        | –          |
| 2007 Sapporo       | 07.        | 15.          | –            | –           | –          | 06.        | –          |
| 2009 Liberec       | –          | 23.          | 03.          | 03.         | –          | 04.        | –          |
| 2011 Oslo          | –          | 15.          | 01.          | –           | 05.        | 04.        | –          |
| 2013 Val di Fiemme | –          | 01.          | 03.          | –           | 01.        | –          | 01.        |
| 2015 Falun         | –          | 03.          | 06.          | –           | 03.        | –          | 01.        |

### Weltcup-Platzierungen
| Saison  | Platz | Punkte |
| ------- | ----- | ------ |
| 2003/04 | 54.   | 016    |
| 2004/05 | 45.   | 065    |
| 2005/06 | 05.   | 0730   |
| 2006/07 | 02.   | 0696   |
| 2007/08 | 05.   | 0776   |
| 2008/09 | 05.   | 0806   |
| 2009/10 | 01.   | 1155   |
| 2010/11 | 01.   | 0894   |
| 2011/12 | 01.   | 1306   |
| 2012/13 | 02.   | 0818   |
| 2013/14 | 06.   | 0526   |
| 2014/15 | 14.   | 0291   |
| 2017/18 | 55.   | 017    |

### Grand-Prix-Platzierungen
| Saison | Platz | Punkte |
| ------ | ----- | ------ |
| 2005   | 07.   | 0124   |
| 2007   | 02.   | 0332   |
| 2008   | 20.   | 0040   |
| 2009   | 09.   | 0107   |
| 2010   | 28.   | 0026   |
| 2011   | 05.   | 0217   |
| 2012   | 05.   | 0201   |
| 2014   | 05.   | 0140   |
| 2017   | 33.   | 0038   |